# ATP Challenger Barcelona
Das ATP Challenger Barcelona (offizieller Name: Emilio Sánchez Challenger) war ein zwischen 2018 und 2021 sowie 2024 stattfindendes Tennisturnier in Barcelona. Es war Teil der ATP Challenger Tour und wurde im Freien auf Sand ausgetragen. Zwischen 1981 und 1982 fanden bereits drei Turniere an selber Stelle statt.

## Liste der Sieger

### Einzel
| Jahr                         | Sieger                  | Finalgegner             | Ergebnis      |
| ---------------------------- | ----------------------- | ----------------------- | ------------- |
| 2024                         | Nick Hardt              | Bernabé Zapata Miralles | 6:4, 3:6, 6:2 |
| 2022–2023: nicht ausgetragen |                         |                         |               |
| 2021                         | Dimitar Kusmanow        | Hugo Gaston             | 6:3, 6:0      |
| 2020                         | Carlos Alcaraz          | Damir Džumhur           | 4:6, 6:2, 6:1 |
| 2019                         | Salvatore Caruso        | Jozef Kovalík           | 6:4, 6:2      |
| 2018                         | Roberto Carballés Baena | Pedro Martínez          | 1:6, 6:3, 6:0 |
| 1983–2017: nicht ausgetragen |                         |                         |               |
| 1982                         | Diego Pérez (2)         | Alberto Tous            | 6:3, 6:0      |
| 1981 (2)                     | Diego Pérez (1)         | Fernando Maynetto       | 6:4, 3:6, 6:2 |
| 1981 (1)                     | Ulrich Pinner           | Miguel Mir              | 6:3, 6:1      |

### Doppel
| Jahr                         | Sieger                                     | Finalgegner                              | Ergebnis         |
| ---------------------------- | ------------------------------------------ | ---------------------------------------- | ---------------- |
| 2024                         | Daniel Rincón Oriol Roca Batalla           | Jakob Schnaitter Mark Wallner            | 5:7, 6:4, [11:9] |
| 2022–2023: nicht ausgetragen |                                            |                                          |                  |
| 2021                         | Harri Heliövaara Roman Jebavý              | Nuno Borges Francisco Cabral             | 6:4, 6:3         |
| 2020                         | Szymon Walków Sam Weissborn                | Harri Heliövaara Alex Lawson             | 6:1, 4:6, [10:8] |
| 2019                         | Simone Bolelli David Vega Hernández (2)    | Sergio Martos Gornés Ramkumar Ramanathan | 6:4, 7:5         |
| 2018                         | Marcelo Demoliner David Vega Hernández (1) | Rameez Junaid David Pel                  | 7:63, 6:3        |
| 1983–2017: nicht ausgetragen |                                            |                                          |                  |
| 1982                         | Sergio Casal Christoph Zipf                | Broderick Dyke Hans-Peter Kandler        | 5:7, 6:1, 6:2    |
| 1981 (2)                     | Tim Garcia Bruce Nichols                   | Gianni Marchetti Enzo Vattuone           | 6:4, 6:4         |
| 1981 (1)                     | Junie Chatman Marko Ostoja                 | Francisco González Derek Segal           | 6:4, 7:5         |